# کینبری (مینه‌سوتا)
کینبری، مینه‌سوتا (به انگلیسی: Kinbrae, Minnesota) یک شهر در ایالات متحده آمریکا است که در شهرستان نوبلز، مینه‌سوتا واقع شده‌است.

## خصوصیات
کینبری ۲٫۶۲ کیلومترمربع مساحت و ۱۲ نفر جمعیت دارد و ۴۴۷ متر بالاتر از سطح دریا واقع شده‌است.